# Butan, Vrața
Butan (în bulgară Бутан) este un sat în comuna Kozlodui, regiunea Vrața, Bulgaria. Satul a fost locuit de români.

## Demografie
Componența etnică a satului Butan
     Bulgari (63,87%)
     Romi (20,56%)
     Nicio identificare (15,55%)
     Altele (0,61%)
La recensământul din 2011, populația satului Butan era de 2.918 locuitori. Din punct de vedere etnic, majoritatea locuitorilor (63,87%) erau bulgari, cu o minoritate de romi (20,56%). Pentru 15,55% din locuitori nu este cunoscută apartenența etnică.